# Pora!
PORA! (en ukrainien ПОРА! ce qui signifie « c'est l'heure ! ») est une organisation civique de la jeunesse en Ukraine de résistance non violente et préconisant l'instauration d'une vraie démocratie nationale, en opposition à ce qu'elle considérait alors comme le gouvernement autoritaire du président ukrainien  Leonid Koutchma. Le groupe fut fondé en 2004, avec l'aide financière de la National Endowment for Democracy, de la United States Agency for International Development, de la Westminster Foundation for Democracy [fondation britannique financée par le bureau des affaires étrangères et du Commonwealth], et de Freedom House pour coordonner l'opposition de la jeunesse au gouvernement de Koutchma. Les compétences spécifiques de ses 10000 cadres leur faisaient percevoir des émoluments de l'ordre de quelques milliers dollars mensuel[réf. nécessaire]. Les dirigeants de l'organisation étaient inconnus. Il fut l'un des principaux mouvements de la révolution orange.
Le mode d'action des militants était typique de la méthode de Gene Sharp : Utilisation d'accessoires publicitaires tels que fanions, occupation pacifique de l'espace public par des tentes et des structures d'accueil, villages de tente dont le style rappelait le pacifisme de l'époque de Woodstock. Quelque douze mille exemplaires du pamphlet de Gene Sharp De la dictature à la démocratie, traduits en ukrainien, ont été publiés avec l’aide de l’Albert Einstein Institution.
Aleksandar Marić, un ancien d’Otpor ! venu en Ukraine par l’intermédiaire de Freedom House.pour former les militants, résuma l’idée-force de cette campagne : « Il faut préserver l’image de jeunes gens beaux, capables et ambitieux qui se battent pour l’avenir du pays. Toute la communication découle de ces caractéristiques. »
Ensuite, il se sépara en deux mouvements : Pora noir un mouvement de résistance civique de jeunes (et dont un certain essoufflement idéologique pourrait être révélé par la volonté de certains de ses membres de rejoindre l'Assemblée nationale ukrainienne - Autodéfense ukrainienne), et Pora jaune, plus proche des partis politiques de la révolution. Il existait une organisation jumelle, Znayu (je sais), dont le but était d'encourager la participation aux élections et de faciliter la vérification du scrutin<. Elle fut créée par des fondateurs d'Otpor : Stanko Lazendić et Aleksandar Maric qui sont maintenant interdits de séjour en Ukraine.
Pora ! s’est transformé en parti politique et s’est présenté aux élections législatives ukrainiennes de 2006, où il a obtenu 1,4 % des suffrages.